# Az öt dinasztia és a tíz királyság kora

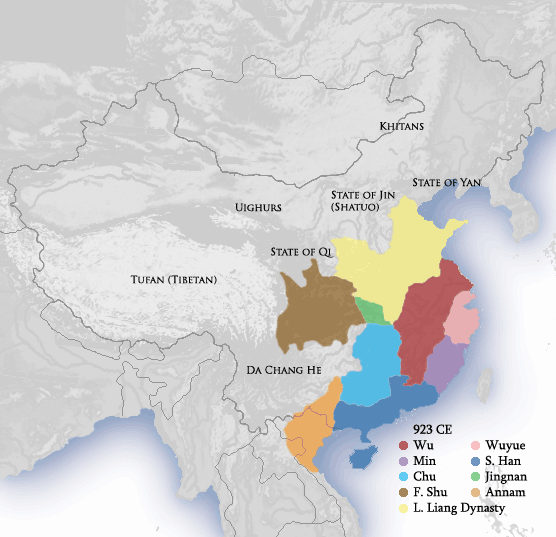
A kései Liang-dinasztia (sárga színnel) és a királyságok 923-ban

Az öt dinasztia és a tíz királyság kora (egyszerűsített kínai: 五代十国; hagyományos kínai: 五代十國; pinjin: wǔdài shíguó; magyaros: vutaj sikuo) i.sz. 907–960/979 közötti korszak volt Kína történelmében, a Tang és a Szung (Song-dinasztia) dinasztiák uralkodása között. Ebben a zűrzavaros politikai időszakban öt rövid életű dinasztia váltotta egymást, Dél-Kínában pedig tíznél is több állam jött létre (ezek közül a tíz legnagyobbat tartják számon). Az időszakot az anarchia jellemezte, háborúk dúltak és elterjedt volt a korrupció. Az ország egyes részein a pénzt felváltotta a cserekereskedelem. Észak-Kínában a politikai zűrzavar miatt elhanyagolták a vízrendszereket és a gátakat, gyakorivá váltak az árvizek és állandósult az éhínség. Ebben az időszakban kezdett elterjedni a könyvnyomtatás, Konfuciusz összes művét is ekkor nyomtatták ki először teljes terjedelemben (mintegy 130 kötetben). A korszaknak a Szung (Song)-dinasztia trónra lépése vetett véget.

## Az öt dinasztia
| Dinasztia         | Időszak | Főváros                                |
| ----------------- | ------- | -------------------------------------- |
| Kései Liang       | 907–923 | Kajfeng (Kaifeng) (Honan (Henan)       |
| Kései Tang        | 923–936 | Kajfeng (Kaifeng) és Loujang (Luoyang) |
| Kései Csin (Qin)  | 936–946 | Kajfeng (Kaifeng)                      |
| Kései Han         | 947–950 | Kajfeng (Kaifeng)                      |
| Kései Csou (Zhou) | 951–960 | Kajfeng (Kaifeng)                      |